# Фэндом

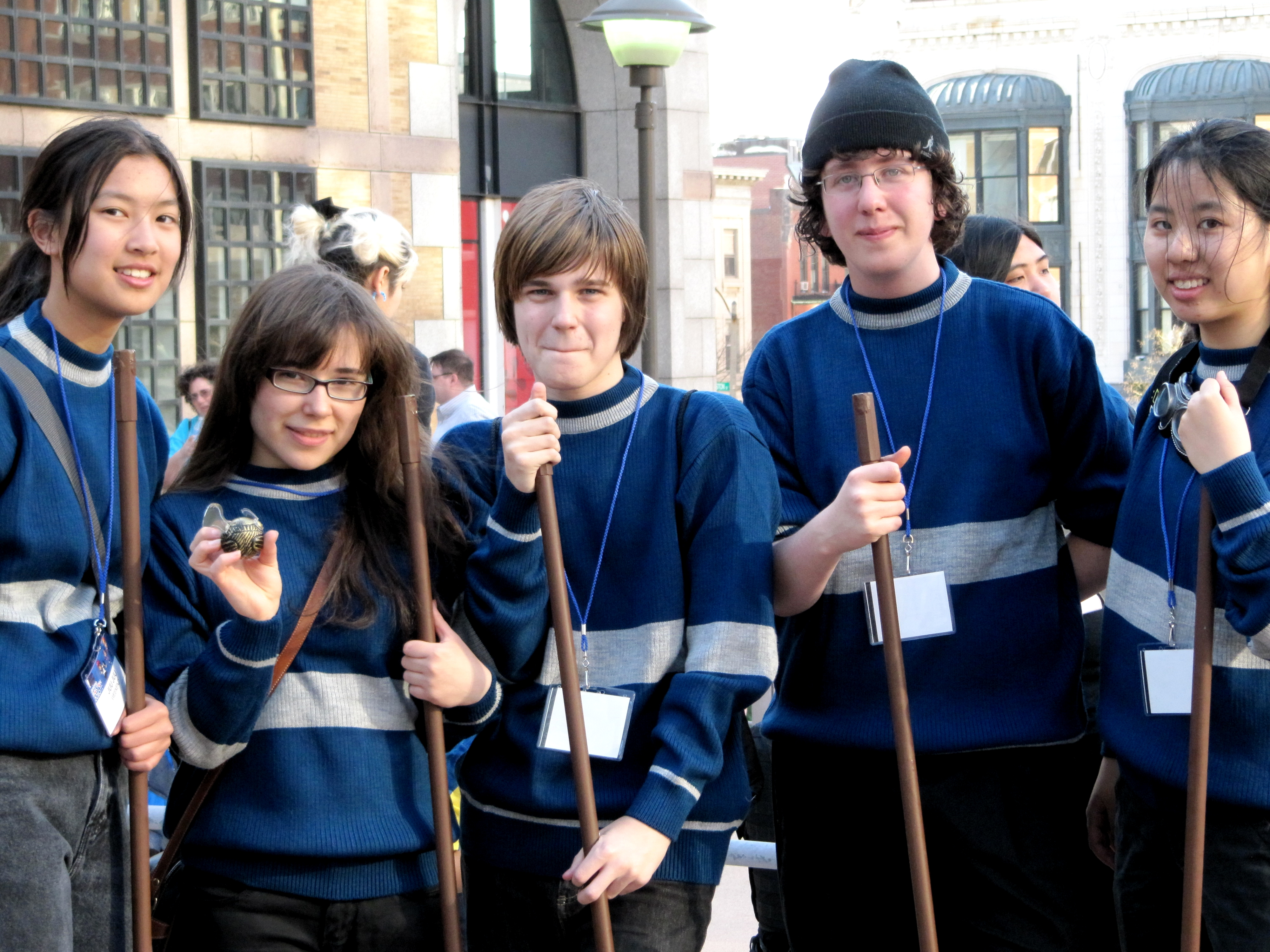
Фанаты «Гарри Поттера», одетые как студенты Хогвартса

Фэндо́м, или фандо́м (от англ. fandom, букв. «сообщество фанатов»), — сообщество поклонников какого-либо жанра или культурного явления. В отличие от фан-клубов, выполняет организующую функцию, будучи фактически экспертной средой и информационным полем.

## Определение
Термин «фэндом» пришёл в русский язык из английского. Исходно это слово означало «группа людей, увлекающихся научной фантастикой», но постепенно значение термина стало более расплывчатым и широким. Как и в случае западных фэндомов, исторически первые и самые большие русские фэндомы связаны с фантастикой (время расцвета: 1980—1990-е годы).
Существуют специальные названия для фанатов некоторых отдельных жанров и направлений. Например, треккеры — поклонники сериала «Звёздный путь»; поттероманы (поттериане) — поклонники книг и фильмов о Гарри Поттере; толкинисты — поклонники творчества Дж. Р. Р. Толкина, хувианы (доктороманы) — поклонники сериала «Доктор Кто», шерлокоманы — поклонники сериала «Шерлок», Woodies («Вудис» или «торчвудёнки») — поклонники сериала «Торчвуд», брони — поклонники сериала «My Little Pony», клика — фанаты Twenty One Pilots.
Не все любители определённого произведения являются членами фэндома. Главный смысл существования фэндома — общение с другими фанатами. Хоть обмен информацией между членами фэндома осуществляется в нынешнее время через интернет, при этом до сих пор актуальны и классические формы: местные клубы любителей фантастики (КЛФ), фэнзины (любительские периодические издания) и конвенты (региональные, национальные и международные съезды или конференции).

## История
Первые известные организованные группы любителей фантастики появляются в начале 1930-х годов в США в виде любительских почтовых ассоциаций, члены которых обменивались письмами и самодеятельными публикациями на интересующую их тему. Самой известной из таких групп считается Science Correspondence Club, одним из активистов которой был Рэймонд Палмер (будущий редактор журнала «Amazing Stories»).
В 1934 году Хьюго Гернсбек пригласил читателей его журнала «Wonder Stories» объединиться в «Лигу научной фантастики» (англ. Science Fiction League). Организация задумывалась им как группа поддержки журнала, однако она быстро переросла первоначальные узкие рамки и стала центром кристаллизации так называемого «Первого фэндома».
Благодаря деятельности западного фэндома создавались клубы любителей фантастики, выходили информационные бюллетени и малотиражные журналы, проводились фестивали, включая международные, осуществлялось самостоятельное (хоть и не вполне научное) изучение фантастической литературы. С 1939 года проводятся Всемирные конвенты научной фантастики (WorldCon).
Сообщество стало средой, в которой развились таланты множества известных писателей-фантастов: членами Первого фэндома были Айзек Азимов, Рэй Брэдбери, Фредерик Пол, Джудит Меррилл; будущие издатели книг и комиксов Джулиус Шварц, Дональд А. Уоллхайм, энтузиасты и первые исследователи фантастики Сэм Московиц, Форрест Дж. Аккерман и другие.

## Сообщества в России
В СССР первые организованные группы любителей фантастики появились в 1960-х годах на волне хрущёвской «оттепели» и первого расцвета отечественной фантастики.
Возможно, первым произведением отечественной фантастики, которое породило создание фан-клубов в СССР, стала дилогия Георгия Мартынова «Каллисто» (1959) и «Каллистяне» (1960). Общества их поклонников, писавших фанфики, создававших музеи Каллисто, составлявших энциклопедию Каллисто и так далее, стали формироваться десятками после выхода этих романов при детских библиотеках.
Однако по-настоящему массовым движение клубов любителей фантастики (КЛФ) стало только в начале 1980-х годов. По разным данным, количество КЛФ в Советском Союзе достигало нескольких сотен. При клубах организовывалось чтение лекций о любимых авторах, члены клубов предпринимали попытки составления библиографий фантастики, занимались переводами книг зарубежных фантастов. С середины 1980-х годов представителями клубов издавались фэнзины — любительские журналы («Сизиф», «Оверсан», «Фэнзор» и другие).
В 1974 году начал работать Ленинградский семинар молодых писателей-фантастов. Ленинград явился одним из центров развития советской фантастики. В нём действовал не только семинар Бориса Стругацкого, но и клуб любителей фантастики «Миф-ХХ» (председатель — А. Сидорович), литературная студия А. Д. Балабухи и А. Ф. Бритикова, при ленинградском Союзе писателей работала секция по фантастической и научно-художественной прозе.
В 1980 году Правлением Союза писателей РСФСР и редакцией журнала «Уральский следопыт» была учреждена первая в СССР премия за лучшие произведения в области фантастики. В 1981 году в Свердловске начал проводиться фестиваль фантастики «Аэлита». В 1982 году в Малеевке, а потом в Дубултах стал проводиться Всесоюзный семинар молодых писателей-фантастов.
В 1984 году под давлением КГБ некоторые КЛФ были закрыты или лишились поддержки библиотек, домов культуры или отделений Общества книголюбов, прежде предоставлявших им помещения для проведения заседаний. Однако начавшаяся вскоре горбачёвская перестройка вывела клубы из-под прямого давления спецслужб; последняя (безуспешная) попытка местных властей запретить съезд КЛФ была предпринята в 1987 году.
В постсоветское время в РФ регулярно проходят фестивали фантастики: «Аэлита» (Екатеринбург), «Интерпресскон» и «Странник» (Санкт-Петербург), «Роскон» и «Басткон» (Москва), «Зиланткон» (Казань) и т. д. На фестивалях организуются семинары, творческие встречи, вручаются премии за лучшие произведения года. В различных городах — в Москве, Екатеринбурге, Перми и прочих — работают КЛФ. Существуют также общества, деятельность которых посвящена творчеству одного писателя (Дж. Ролинг, Д. Р. Р. Толкин, Л. М. Буджолд, В. Крапивин). В частности, фэн-группа «Людены» занимается изучением и пропагандой творчества А. и Б. Стругацких.
Ролевое движение, возникшее в СССР в 1980-е годы, получило ещё большее распространение в постсоветское время. Ролевики организуют игры на мифологические, исторические и фантастические темы, проводят фестивали фэнтези и ролевых игр, численность участников которых порой достигала полутора тысяч. Проводились такие фестивали, как «Эльфийский Новый год» («Веркон») в Екатеринбурге, «Глипкон» в Иваново, «Зиланткон» в Казани, «Самкон» в Самаре, «Сибкон» в Томске. К ролевому движению примыкают любители настольных игр, основанных на сюжетах фантастических произведений («Вавилон-5», «Гарри Поттер», «Magic: the Gathering» и других), периодически встречающиеся на турнирах, чтобы померяться силами.

## Сообщества в интернете
В настоящее время сообщества активно используют интернет как для информационного обмена, так и для создания архивов информации по своей теме. Для этого часто используются форумы, блоги, социальные сети, видеохостинги и другие коллективно редактируемые сайты. Распространённым видом творчества является фанфикшн — написание историй о вселенной и персонажах сообщества. Другими видами творчества являются фан-видео (создание любительских видеороликов по теме сообщества с кадрами, объединёнными общей идеей) и фанарт (который может подразумевать как создание оригинальных рисунков, так и переработку готовых материалов для создания коллажей, аватаров, заставок для рабочего стола). Интернет также используется для организации различных мероприятий в рамках сообщества, например, ролевых игр, фестивалей и конкурсов косплея.